# Дмитриев-Мамонов, Александр Ипполитович
Граф Алекса́ндр Ипполи́тович Дми́триев-Мамо́нов (1847 — 19 октября [1 ноября] 1915) — русский государственный деятель, учёный и историк Сибири. Действительный статский советник. Томский, Тобольский и Акмолинский вице-губернатор. Член ЗСОИРГО (1878)

## Биография
Родился в 1847 году в семье художника-декоратора и карикатуриста Ипполита Александровича Дмитриева-Мамонова.
С 1877 год по 1881 годы председатель губернского правления и Томский вице-губернатор.
Составил первоописание Великого Сибирского пути, издал работы по истории пугачёвщины и пребывания декабристов в Сибири и Зауралье. Избирался действительным членом Императорского общества любителей естествознания, антропологии и этнографии при Московском университете. Занимался исследованием истории Сибири.
С 1881 год по 1885 годы председатель губернского правления и Тобольский вице-губернатор. Произведён в статские и действительные статские советники.
С 1885 год по 1898 годы председатель областного правления и Акмолинский вице-губернатор. С 1890 года был избран председателем Западно-Сибирского Отдела ИРГО.
Скончался 19 октября 1915 года от рака предстательной железы. Погребён на Большеохтинском кладбище Санкт-Петербурга.